# Inoslav Krnić
Inoslav Krnič est un joueur de volley-ball croate né le 14 janvier 1979. Il mesure 1,92 m et joue passeur. Il totalise 92 sélections en équipe nationale de Croatie.

## Clubs
| Club                  | Pays       | De        | À         |
| --------------------- | ---------- | --------- | --------- |
| Mladost Zagreb        | Croatie    | 1995-1996 | 1998-1999 |
| Noliko Maaseik        | Belgique   | 1999-2000 | 2000-2001 |
| Halkbank Ankara       | Turquie    | 2001-2002 | 2001-2002 |
| CSKA Moscou           | Russie     | 2002-2003 | 2002-2003 |
| Halkbank Ankara       | Turquie    | 2003-2004 | 2004-2005 |
| Unicaja Almería       | Espagne    | 2005-2006 | 2005-2006 |
| Tourcoing LM          | France     | 2006-2007 | 2006-2007 |
| Galatasaray Istanbul  | Turquie    | 2007-2008 | 2008-2009 |
| Budvanska Rivijera    | Monténégro | 2009-2010 | 2009-2010 |
| Beauvais Oise UC      | France     | 2010-2011 | 2010-2011 |
| OK Mladost Kaštela    | Croatie    | 2011-2012 | 2011-2012 |
| Club Al Anwar         | Liban      | 2012-2013 | 2012-2013 |
| Levski Sofia          | Bulgarie   | 2013-2014 | 2013-2014 |
| AEK Athènes           | Grèce      | 2014-2015 | 2014-2015 |
| VK Chemes Humenné     | Slovaquie  | 2015-2016 | 2015-2016 |
| Galatasaray           | Turquie    | 2015-2016 | 2015-2016 |
| Tampereen Isku-Volley | Finlande   | 2016-2017 | 2016-2017 |
| OK Mladost Kaštela    | Croatie    | 2017-2018 | 2018-2019 |
| Hurrikaani Loimaa     | Finlande   | 2019-2020 | 2019-2020 |

## Palmarès
- Coupe de France
  - Finaliste : 2007, 2011

- Championnat de Turquie (1)
  - Vainqueur : 2002
  - Finaliste : 2005
- Championnat de Belgique (1)
  - Vainqueur : 2001
  - Finaliste : 2000
- Championnat de Croatie (5)
  - Vainqueur : 1995, 1996, 1997, 1998, 1999
- Coupe de Belgique (1)
  - Vainqueur : 2001
- Coupe de Croatie (5)
  - Vainqueur : 1995, 1996, 1997, 1998, 1999
- Supercoupe de Belgique (1)
  - Vainqueur : 2000